# Telopea mongaensis
Telopea mongaensis (лат.) — кустарник или небольшое дерево, вид рода Телопея (Telopea) семейства Протейные (Proteaceae), эндемик юго-востока Нового Южного Уэльсе в Австралии. Произрастает на большой высоте в юго-восточной части Нового Южного Уэльса, где его часто можно увидеть во влажных районах на окраине тропических лесов или у ручьёв в эвкалиптовых лесах. Достигает 6 м в высоту, имеет узкие зелёные листья 4-18 см в длину и 0,5-2 см в ширину. Обильно цветёт весной красными соцветиями из 28-65 отдельных цветков. При выращивании в саду предпочитает почвы с хорошим дренажом и достаточным количеством влаги в частично затенённых или солнечных местах. Выведено несколько сортов, представляющих собой гибридные формы с телопеей прекрасной (Telopea speciosissima).

## Ботаническое описание
Telopea mongaensis — крупный кустарник до 6 м в высоту. Тонкие листья имеют длину 4-18 см и ширину 0,5-2 см. Цветёт весной. Открытые тонкие и жилистые соцветия — красные цветочные головки — не так декоративны, как у телопеи прекрасной, но они гораздо более обильны. Цветочная головка имеет диаметр от 6 до 10 см и состоит из от 28 до 65 отдельных маленьких цветков. Каждый цветок заключен в околоцветник, который имеет более ярко-красный цвет на поверхности, обращённой к центру цветка, чем на поверхности, обращённой наружу. Антезис, или раскрытие цветков, начинается в центре соцветия и перемещается к краям или основанию. Отдельный цветок несёт сидячий пыльник, который расположен рядом с рыльцем на конце столбика. Завязь находится у основания столбика на ножке, известной как гинофор, и именно отсюда затем развиваются семенные коробочки. Между тем, нектарник в форме полумесяца находится у основания гинофора. Цветочные головки окружены зелёными или розовыми листовыми прицветниками длиной 1,2-4,5 см, которые намного менее заметны, чем у телопее прекрасной. После цветения развиваются деревянистые семенные коробочки длиной 4,5-7 см. При созревании стручки продольно раскрываются и высвобождают семена.
Вид можно отличить от похожего Telopea oreades, который обычно имеет более крупные листья и часто имеет древовидный рост. Листья последнего вида имеют меньшее жилкование. Telopea oredes цветёт примерно на месяц раньше, чем T. mongaensis в районах, где они встречаются вместе.

Цветущая Telopea mongaensis в Ботаническом саду Маунт-Тома
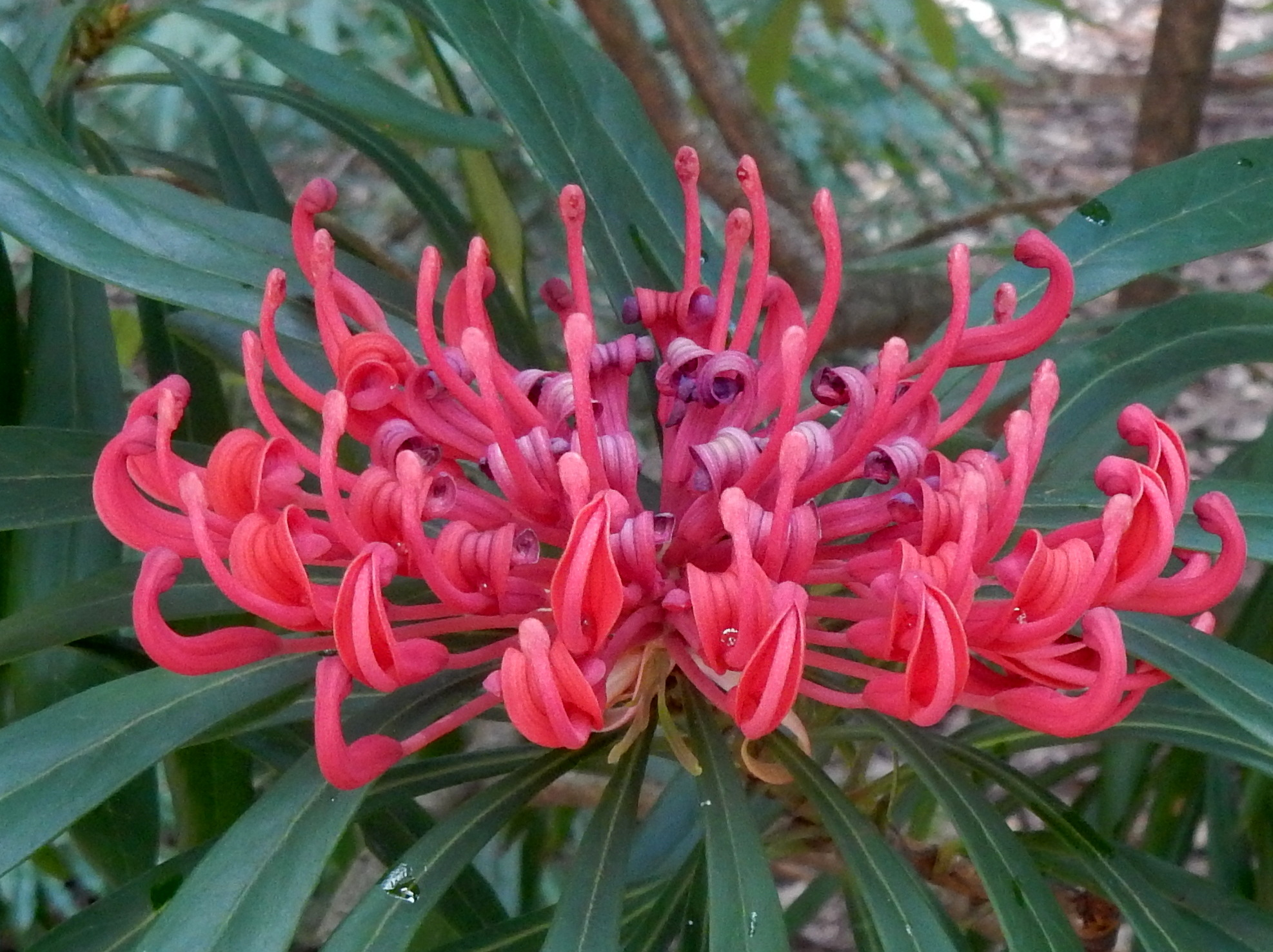
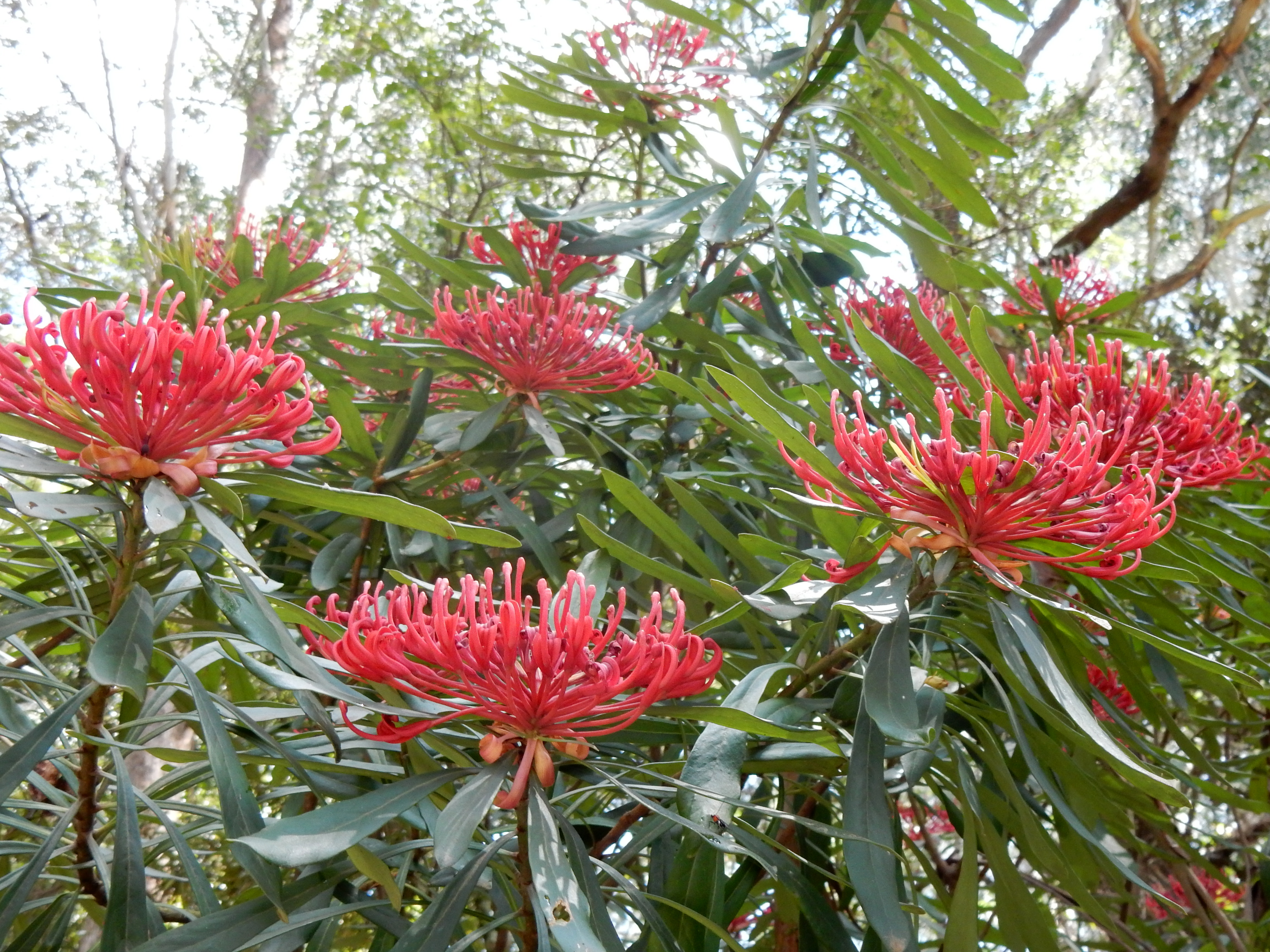

## Таксономия
Вид впервые описан австралийским ботаником Эдвином Чилом в 1947 году, его видовой эпитет происходит от региона Монга, в котором он растёт. Типовой экземпляр собран на горе Шугарлоаф недалеко от Брейдвуда. Ранее вид считался одной из разновидностей Telopea oreades. Однако Чил не дал характереистик, с помощью которых T. mongaensis можно было бы отличить от T. oreades. Позже микроскопический анализ показал, что T. oreades имеет склереиды, а T. mongaensis — нет.
Обособленная северная популяция Telopea oreades растёт вместе с T. mongaensis в южной части долины Монга на юге Нового Южного Уэльса, при этом сообщается о некоторых гибридах. Австралийские ботаники Питер Уэстон и Майкл Крисп пришли к выводу, что эти два вида по большей части не скрещивались там. Однако генетическое исследование с использованием микросателлитов показало, что существует обширная гибридизация, причём бо́льшая часть предполагаемых чистых T. oreades демонстрирует тесную связь с T. mongaensis. Популяции телопей, как полагают, росли и сокращались с приливами и отливами ледниковых периодов в плейстоцене, окончательно вытеснив популяцию T. oreades, расположенную рядом с T. mongaensis, поскольку условия, подходящие для телопей, изменились на юго-востоке Австралии. Telopea mongaensis также гибридизировалась с T. speciosissima на северных границах своего ареала в Новом Южном Уэльсе, где она частично пересекается с последним видом.
Telopea mongaensis — один из пяти видов с юго-востока Австралии, которые составляют род телопея и наиболее близок к T. oreades. Следующим ближайшим родственником этой пары является тасманский вид Telopea truncata. Род классифицируется в подтрибе Embothriinae Proteaceae, наряду с родом деревьев Alloxylon из восточной Австралии и Новой Каледонии, а также Oreocallis и чилийским деревом Embothrium coccineum из Южной Америки. Почти все эти виды имеют красные конечные цветки, и, следовательно, происхождение и внешний вид подтрибы должны предшествовать разделению Гондваны на Австралию, Антарктиду и Южную Америку более 60 млн лет назад.

## Распространение и местообитание
Эндемик юго-восточного Нового Южного Уэльса в Австралии. Встречается между водопадом Фицрой на севере и национальным парком Монга на юге. Его среда обитания находится на окраинах тропических лесов с умеренным климатом или во влажных эвкалиптовых лесах, где его можно найти вдоль ручьёв или на горных склонах, на высоте от 540 до 760 м. Произрастает на песчаных почвах аллювиального происхождения. Его часто ассоциируют с такими деревьями, как Eucalyptus fastigata, Eucalyptus sieberi, Eucalyptus dives, мята перечная сиднейская Eucalyptus piperita и подлесные растения Eucryphia moorei, мягкий древесный папоротник Dicksonia antarctica, папоротник Gleichenia, Lambertia formosa и банксия Banksia spinulosa. Годовое количество осадков там, где растёт вид, составляет 1000—1100 мм.

## Биология
Telopea mongaensis имеет уто́лщенную древесную основу в основном под почвой, известную как лигнотубер, который накапливает энергию и питательные вещества в качестве ресурса для быстрого роста после лесного пожара. Новые побеги растут из лигнотубера, который переживает лесные пожары, поскольку остальная часть растения над землей погибает. Семена также прорастают и растут в почве после лесных пожаров, которая содержит больше питательных веществ и более открытая, с меньшим количеством конкурирующих растений. Семена телопеи часто поедаются и уничтожаются животными и они разлетаются недалеко (несколько метров) от родительских растений.
Высокая крона и яркая окраска Telopea mongaensis и её родственников в подтрибе Embothriinae как в Австралии, так и в Южной Америке убедительно свидетельствуют о том, что они приспособлены к опылению птицами и существуют уже более 60 млн лет.

## Культивирование

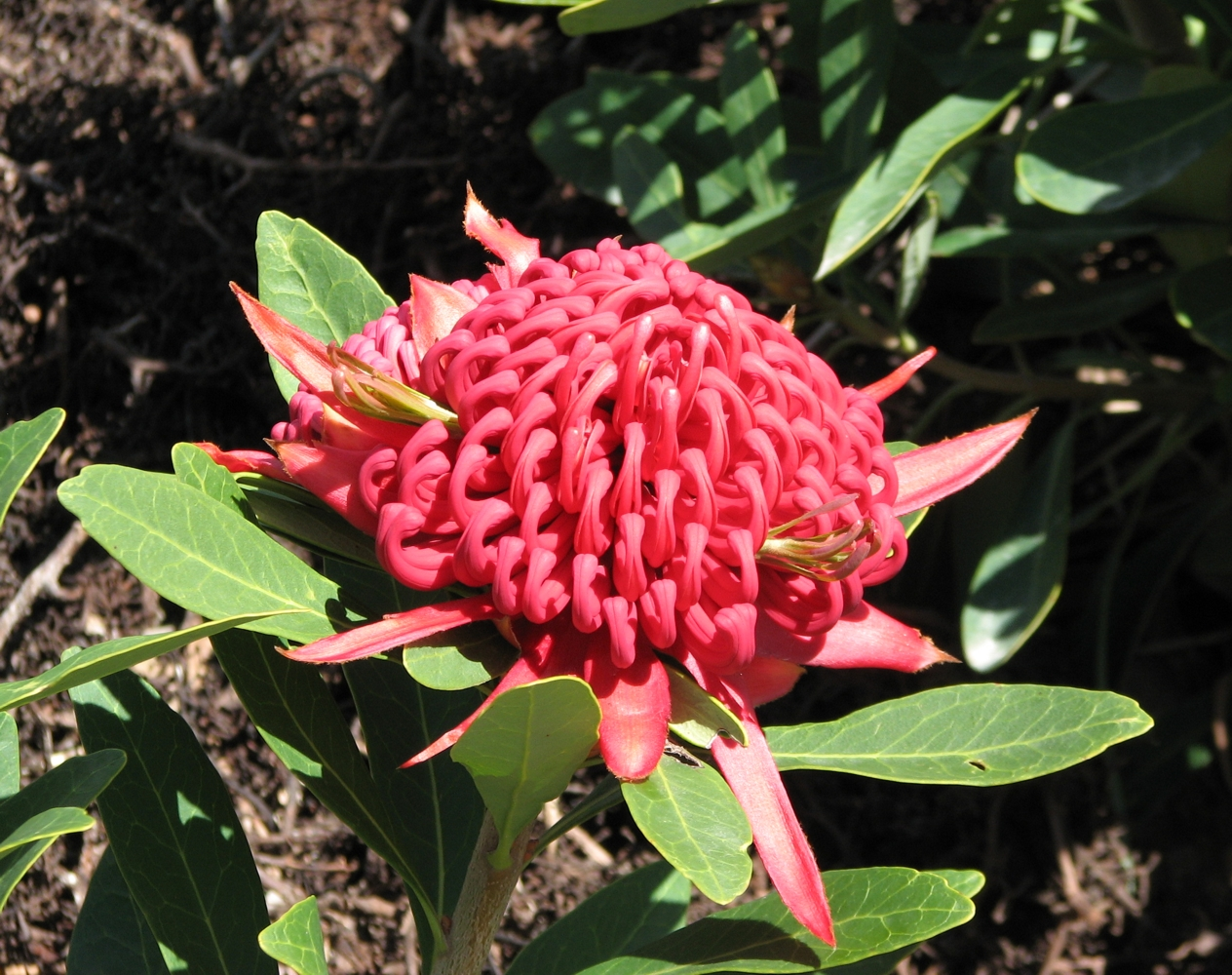
Сорт «Braidwood Brilliant» (гибрид Telopea aspera и Telopea speciosissima)

Первоначальные попытки вырастить Telopea mongaensis Джозефом Мэйденом и Чилом в Сиднее не увенчались успехом. Telopea mongaensis более терпима к тени, более тяжёлым почвам и более прохладному климату, чем её более эффектный родственник телопея прекрасная. Вид растёт как более компактное растение высотой около 2 м на ярком солнце. Это морозостойкое растение, выращиваемое на юге Англии, в 1980 году оно было удостоено награды Королевского садоводческого общества. Привлекает в сад птиц.
Сорт Telopea «Braidwood Brilliant» — это гибрид этого вида с эффектной Telopea speciosissima, которая была впервые выращена в 1962 году и зарегистрирована Австралийским органом регистрации сортов в 1974 году. Выведено преподобным Колином Берджессом, материнское растение было выбрано из холодостойких растений с целью выведения морозостойких сортов. Пыльца была взята с растений T. speciossissima из водопада Вентворт в Голубых горах и использована на T. mongaensis из Брейдвуда. Растение вырастает примерно до 4 м в высоту и имеет цветочные головки 6-8 см в диаметре. Похоже, сорт легко переносит морозы до −6 °C. И наоборот, на них может негативно повлиять жара в климате более теплом, чем их происхождение.

## Охранный статус
Международный союз охраны природы классифицирует природоохранный статус вида как «вызывающий наименьшие опасения».